# BAFTA-díj a legjobb vizuális effektusoknak
A legjobb vizuális effektusoknak járó BAFTA-díjat a Brit Film- és Televíziós Akadémia 1983 óta adja át.

## Díjazottak és jelöltek
(A díjazottak félkövérrel vannak jelölve)

### 2020-as évek
- 2025: Dűne: Második rész – Paul Lambert, Stephen James, Gerd Nefzer és Rhys Salcombe
  - A majmok bolygója: A birodalom – Erik Winquist, Rodney Burke, Paul Story és Stephen Unterfranz
  - Better Man: Robbie Williams – Luke Millar, David Clayton, Keith Herft és Peter Stubbs
  - Gladiátor II. – Mark Bakowski, Neil Corbould, Nikki Penny és Pietro Ponti
  - Wicked – Pablo Helman, Paul Corbould, Jonathan Fawkner és Anthony Smith
- 2024: Szegény párák – Simon Hughes
  - A galaxis őrzői: 3. rész – Theo Bialek, Stephane Ceretti, Alexis Wajsbrot Guy Williams
  - Az Alkotó – Jonathan Bullock, Charmaine Chan, Ian Comley és Jay Cooper
  - Mission: Impossible – Leszámolás – Neil Corbould, Simone Coco, Jeff Sutherland és Alex Wuttke
  - Napóleon – Henry Badgett, Neil Corbould, Charley Henley és Luc-Ewen Martin-Fenouillet
- 2023: Avatar: A víz útja – Richard Baneham, Daniel Barrett, Joe Letteri, Eric Saindon
  - Batman – Russell Earl, Dan Lemmon, Anders Langlands, Dominic Tuohy
  - Minden, mindenhol, mindenkor – Benjamin Brewer, Ethan Feldbau, Jonathan Kombrinck, Zak Stoltz
  - Nyugaton a helyzet változatlan – Markus Frank, Kamil Jafar, Viktor Müller, Frank Petzoid
  - Top Gun: Maverick – Seth Hill, Scott R. Fisher, Bryan Litson, Ryan Tudhope
- 2022: Dűne – Brian Connor, Paul Lambert, Tristan Myles és Gerd Nefzer
  - Free Guy – Swen Gillberg, Brian Grill, Nikos Kalaitzidis és Daniel Sudick
  - Mátrix: Feltámadások – Tom Debenham, Huw J Evans, Dan Glass és J. D. Schwalm
  - Nincs idő meghalni – Mark Bokowski, Chris Corbould, Joel Green and Charlie Noble
  - Szellemirtók – Az örökség – Aharon Bourland, Sheena Duggal, Pier Lefebvre és Alessandro Ongaro
- 2021: Tenet – Scott Fisher, Andrew Jackson, Andrew Lockley
  - A Greyhound csatahajó – Pete Bebb, Nathan McGuinness, Sebastian von Overheidt
  - Az éjféli égbolt – Matt Kasmir, Chris Lawrence, David Watkins
  - Ivan, az egyetlen – Santiago Colomo Martinez, Nick Davis, Greg Fisher
  - Mulan – Sean Faden, Steve Ingram, Anders Langlands, Seth Maury
- 2020: 1917 – Greg Butler, Guillaume Rocheron, és Dominic Tuohy
  - Bosszúállók: Végjáték – Dan DeLeeuw és Dan Sudick
  - Az ír – Leandro Estebecorena, Stephane Grabli és Pablo Helman
  - Az oroszlánkirály – Andrew R. Jones, Robert Legato, Elliot Newman és Adam Valdez
  - Star Wars IX. rész – Skywalker kora – Roger Guyett, Paul Kavanagh, Neal Scanlan és Dominic Tuohy

### 2010-es évek
- 2019: Fekete Párduc – Geoffrey Baumann, Jesse James Chisholm, Craig Hammack, Dan Sudick
  - Az első ember – Ian Hunter, Paul Lambert, Tristan Myles, J.D. Schwalm
  - Bosszúállók: Végtelen háború – Dan DeLeeuw, Russell Earl, Kelly Port, Dan Sudick
  - Legendás állatok: Grindelwald bűntettei – Tim Burke, Andy Kind, Christian Manz, David Watkins
  - Ready Player One – Matthew E. Butler, Grady Cofer, Roger Guyett, David Shirk
- 2018: Szárnyas fejvadász 2049 – Gerd Nefzer és John Nelson
  - Dunkirk – Scott Fisher és Andrew Jackson
  - A víz érintése – Dennis Berardi, Trey Harrell és Kevin Scott
  - Csillagok háborúja VIII: Az utolsó Jedik – Stephen Aplin, Neal Scanlan, Chris Corbould, Ben Morris
  - A majmok bolygója: Háború – Daniel Barrett, Joe Letteri, Dan Lemmon, Joel Whist
- 2017: A dzsungel könyve – Robert Legato, Dan Lemmon, Andrew R. Jones és Adam Valdez
  - Doctor Strange – Richard Bluff, Stephane Ceretti, Paul Corbould és Jonathan Fawkner
  - Érkezés – Louis Morin
  - Legendás állatok és megfigyelésük – Tim Burke, Pablo Grillo, Christian Manz és David Watkins
  - Zsivány Egyes – Egy Star Wars-történet – Neil Corbould, Hal Hickel, Mohen Leo, John Knoll és Nigel Sumner
- 2016: Csillagok háborúja VII: Az ébredő Erő – Chris Corbould, Roger Guyett, Paul Kavanagh és Neal Scanlan
  - A Hangya – Jake Morrison, Greg Steele, Dan Sudick és Alex Wuttke
  - Ex Machina – Mark Ardington, Sara Bennett, Paul Norris és Andrew Whitehurst
  - Mad Max – A harag útja – Andrew Jackson, Dan Oliver, Tom Wood és Andy Williams
  - Mentőexpedíció – Chris Lawrence, Tim Ledbury, Richard Stammers és Steven Warner
- 2015: Csillagok között – Paul J. Franklin, Scott R. Fisher, Andrew Lockley, Ian Hunter
  - A majmok bolygója: Forradalom – Joe Letteri, Dan Lemmon, Erik Winquist, Daniel Barrett
  - A galaxis őrzői – Stephane Ceretti, Paul Corbould, Jonathan Fawkner, Nicolas Aithadi
  - A hobbit: Az öt sereg csatája – Joe Letteri, Eric Saindon, David Clayton, R. Christopher White
  - X-Men: Az eljövendő múlt napjai – Richard Stammers, Anders Langlands, Tim Crosbie, Cameron Waldbauer
- 2014: Gravitáció – Tim Webber, Chris Lawrence, David Shirk, Neil Corbould, Nikki Penny
  - A hobbit: Smaug pusztasága – Eric Reynolds, David Clayton, Joe Letteri, Eric Saindon
  - Vasember 3. – Bryan Grill, Christopher Townsend, Guy Williams, Daniel Sudick
  - Tűzgyűrű – Hal T. Hickel, John Knoll, Lindy DeQuattro, Nigel Sumner
  - Sötétségben – Star Trek – Ben Grossmann, Burt Dalton, Patrick Tubach, Roger Guyett
- 2013: Pi élete – Bill Westenhofer, Guillaume Rocheron, Erik De Boer, Donald Elliott
  - Bosszúállók – Janek Sirrs, Jeff White, Guy Williams, Daniel Sudick
  - A sötét lovag – Felemelkedés – Paul J. Franklin, Chris Corbould, Pete Bebb, Andrew Lockley
  - A hobbit: Váratlan utazás – Joe Letteri, Eric Saindon, David Clayton, R. Christopher White
  - Prometheus – Richard Stammers, Charley Henley, Trevor Wood, Paul Butterworth
- 2012: Harry Potter és a Halál ereklyéi – 2. rész – Tim Burke, John Richardson, Greg Butler, David Vickery
  - A leleményes Hugo – Robert Legato, Ben Grossmann, Joss Williams
  - Tintin kalandjai – Joe Letteri
  - A majmok bolygója: Lázadás – Joe Letteri, Dan Lemmon, R. Christopher White
  - Hadak útján – Ben Morris, Neil Corbould
- 2011: Eredet – Chris Corbould, Paul Franklin, Andrew Lockley, Peter Bebb
  - Alice Csodaországban – Ken Ralston, David Schaub, Sean Phillips, Carey Villegas
  - Fekete hattyú – Dan Schrecker
  - Harry Potter és a Halál ereklyéi – 1. rész – Tim Burke, John Richardson, Nicolas Ait'Hadi, Christian Manz
  - Toy Story 3. – Guido Quaroni, Michael Fong, David Ryu
- 2010: Avatar – Joe Letteri, Stephen Rosenbaum, Richard Baneham és Andy Jones
  - A bombák földjén – Richard Stutsman
  - District 9 – Dan Kaufman, Peter Muyzers, Robert Habros és Matt Aitken
  - Harry Potter és a Félvér Herceg – John Richardson, Tim Burke, Tim Alexander és Nicolas Aithadi
  - Star Trek – Roger Guyett, Russell Earl, Paul Kavanagh és Burt Dalton

### 2000-es évek
- 2009 – Benjamin Button különös élete – Eric Barba, Craig Barron, Nathan McGuinness és Edson Williams
  - A sötét lovag – Chris Corbould, Nick Davis, Paul Franklin, Tim Webber
  - Indiana Jones és a kristálykoponya királysága – Pablo Helman
  - A Vasember – Shane Patrick Mahan, John Nelson, Ben Snow
  - A Quantum csendje – Chris Corbould, Kevin Tod Haug
- 2008 – Az arany iránytű – Michael Fink, Bill Westenhofer, Ben Morris és Trevor Wood
  - A Bourne-ultimátum – Peter Chiang, Charlie Noble, Mattias Lindahl és Joss Williams
  - Harry Potter és a Főnix rendje – Tim Burke, John Richardson, Emma Norton és Chris Shaw
  - A Karib-tenger kalózai: A világ végén –  John Knoll, Charles Gibson, Hal Hickel és John Frazier
  - Pókember 3. – Scott Stokdyk, Peter Nofz, John Frazier és Spencer Cook
- 2007 – A Karib-tenger kalózai: Holtak kincse – John Knoll, Hal T. Hickel, Charles Gibson és Allen Hall
  - Superman visszatér – Mark Stetson, Neil Corbould, Richard Hoover és Jon Thum
  - A faun labirintusa – Edward Irastorza, Everett Burrell, David Martí és Montse Ribé
  - Casino Royale – Steven Begg, Chris Corbould, John Paul Docherty és Ditch Doy
  - Az ember gyermeke – Frazer Churchill, Timothy Webber, Mike Eames és Paul Corbould
- 2006 – King Kong – Joe Letteri, Christian Rivers, Brian Van't Hul és Richard Taylor
  - Az oroszlán, a boszorkány és a ruhásszekrény – Dean Wright, Bill Westenhofer, Jim Berney és Scott Farrar
  - Batman: Kezdődik! – Janek Sirrs, Dan Glass, Chris Corbould és Paul J. Franklin
  - Charlie és a csokigyár – Nick Davis, Jon Thum, Chas Jarrett és Joss Williams
  - Harry Potter és a tűz serlege – Jim Mitchell, John Richardson, Timothy Webber és Tim Alexander
- 2005 – Holnapután – Karen E. Goulekas, Neil Corbould, Greg Strause és Remo Balcells
  - Pókember 2. – John Dykstra, Scott Stokdyk, Anthony LaMolinara és John Frazier
  - Harry Potter és az azkabani fogoly – John Richardson, Roger Guyett, Tim Burke, Bill George és Karl Mooney
  - A repülő tőrök klánja – Angie Lam, Andy Brown, Kirsty Millar és Luke Hetherington
  - Aviátor – Robert Legato, Peter G. Travers, Matthew Gratzner és  R. Bruce Steinheimer
- 2004 – A Gyűrűk Ura: a király visszatér – Joe Letteri, Jim Rygiel, Randall William Cook és Alex Funke
  - Kapitány és katona: A világ túlsó oldalán – Stefen Fangmeier, Nathan McGuinness, Robert Stromberg és Daniel Sudick
  - A Karib-tenger kalózai: A Fekete Gyöngy átka – John Knoll, Hal T. Hickel, Terry D. Frazee és Charles Gibson
  - Kill Bill 1. – Tommy Tom Kia Kwan Tam Wai Kit Leung Jaco Wong Hin Leung
  - Nagy Hal – Kevin Scott, Mack Seth Maury, Lindsay MacGowan és Paddy Eason
- 2003 – A Gyűrűk Ura: A két torony – Jim Rygiel, Joe Letteri, Randall William Cook és Alex Funke
  - New York bandái – R. Bruce Steinheimer, Michael Owens, Edward Hirsh és Jon Alexander
  - Harry Potter és a Titkok Kamrája – Jim Mitchell, Nick Davis, John Richardson, Bill George és Nick Dudman
  - Pókember – John Dykstra, Scott Stokdyk, John Frazier és Anthony LaMolinara
  - Különvélemény – Scott Farrar, Michael Lantieri, Nathan McGuinness és Henry LaBounta
- 2002 – A Gyűrűk Ura: A Gyűrű Szövetsége – Jim Rygiel, Richard Taylor, Alex Funke, Randall William Cook és Mark Stetson
  - Moulin Rouge! – Chris Godfrey, Andy Brown, Nathan McGuinness és Brian Cox
  - Shrek – Ken Bielenberg
  - A. I. – Mesterséges értelem – Dennis Muren, Scott Farrar és Michael Lantieri
  - Harry Potter és a bölcsek köve – Robert Legato, Nick Davis, John Richardson, Roger Guyett és Jim Berney
- 2001 – Viharzóna – Stefen Fangmeier, John Frazier, Walt Conti, Habib Zargarpour és Tim Alexander
  - Csibefutam – Paddy Eason, Mark Nelmes és Dave Alex Riddett
  - Gladiátor – John Nelson, Tim Burke, Rob Harvey és Neil Corbould
  - Jég és föld között – Kent Houston, Tricia Henry, Ashford Neil, Corbould John, Paul Docherty és Dion Hatch
  - Tigris és sárkány – Rob Hodgson, Leo Lo, Jonathan F. Styrlund, Bessie Cheuk és Travis Baumann
- 2000 – Mátrix – John Gaeta, Steve Courtley, Janek Sirrs és Jon Thum
  - Egy bogár élete – Bill Reeves, Eben Ostby, Rick Sayre és Sharon Calahan
  - A múmia – John Andrew Berton Jr., Daniel Jeannette, Ben Snow és Chris Corbould
  - Az Álmosvölgy legendája – Jim Mitchell, Kevin Yagher, Joss Williams és Paddy Eason
  - Csillagok háborúja I: Baljós árnyak – John Knoll, Dennis Muren, Scott Squires és Rob Coleman

### 1990-es évek
- 1999 – Ryan közlegény megmentése – Stefen Fangmeier, Roger Guyett és Neil Corbould
  - Z, a hangya – Philippe Gluckman, John Bell, Kendal Cronkhite és Ken Bielenberg
  - Babe 2. – Kismalac a nagyvárosban – Bill Westenhofer, Neal Scanlan, Chris Godfrey és Grahame Andrew
  - Truman Show – Michael J. McAlister, Brad Kuehn, Craig Barron és Peter Chesney
- 1998 – Az ötödik elem – Mark Stetson, Karen E. Goulekas, Nick Allder, Neil Corbould és Nick Dudman
  - Men in Black – Sötét zsaruk – Eric Brevig, Rick Baker, Rob Coleman és Peter Chesney
  - Titanic – Robert Legato, Mark A. Lasoff, Thomas L. Fisher és Michael Kanfer
  - Csenő manók – Peter Chiang
- 1997 – Twister – Stefen Fangmeier, John Frazier, Henry LaBounta és Habib Zargarpour
  - A függetlenség napja – Tricia Henry Ashford, Volker Engel Clay Pinney, Douglas Smith és Joe Viskocil
  - Bölcsek kövére – Jon Farhat
  - Toy Story – Játékháború – Eben Ostby, William Reeves
- 1996 – Apolló 13 – Robert Legato, Michael Kanfer, Matt Sweeney és Leslie Ekker
  - Babe – Scott E. Anderson, Neal Scanlan, John Cox, Chris Chitty és Charles Gibson
  - Aranyszem – Chris Corbould, Derek Meddings és Brian Smithies
  - Waterworld – Vízivilág – Michael J. McAlister, Brad Kuehn, Robert Spurlock és Martin Bresin
- 1995 – Forrest Gump – Ken Ralston, George Murphy, Stephen Rosenbaum, Doug Chiang és Allen Hall
  - A Maszk – Scott Squires, Steve 'Spaz' Williams, Tom Bertino és Jon Farhat
  - Féktelenül – Boyd Shermis, John Frazier, Ron Brinkmann és Richard E. Hollander
  - True Lies – Két tűz között – John Bruno, Thomas L. Fisher, Jacques Stroweis, Pat McClung és Jamie Dixon
- 1994 – Jurassic Park – Dennis Muren, Stan Winston, Phil Tippett és Michael Lantieri
  - Aladdin – Don Paul és Steve Goldberg
  - Drakula – Roman Coppola, Gary Gutierrez, Michael Lantieri, Gene Warren, Jr.
  - A szökevény – William Mesa és Roy Arbogast
- 1993 – Jól áll neki a halál – Michael Lantieri, Ken Ralston, Alec Gillis, Tom Woodruff, Jr., Doug Chiang és Douglas Smythe
  - A végső megoldás: Halál – Richard Edlund, George Gibbs, Alec Gillis és Tom Woodruff, Jr.
  - Batman visszatér – Michael L. Fink, John Bruno, Craig Barron és Dennis Skotak
  - A szépség és a szörnyeteg – Randy Fullmer
- 1992 – Terminátor 2. – Az ítélet napja – Stan Winston, Dennis Muren, Gene Warren, Jr. és Robert Skotak
  - Ollókezű Edward – Stan Winston
  - Lánglovagok – Allen Hall, Scott Farrar, Clay Pinney és Mikael Salomon
  - Prospero könyvei – Frans Wamelink, Eve Ramboz és Masao Yamaguchi
- 1991 – Drágám, a kölykök összementek!
  - Dick Tracy
  - Ghost
  - Total Recall – Az emlékmás
- 1990 – Vissza a jövőbe II. – Ken Ralston, Michael Lantieri, John Bell és Steve Gawley
  - Münchausen báró kalandjai – Kent Houston és Richard Conway
  - Batman – Derek Meddings és John Evans
  - Indiana Jones és az utolsó kereszteslovag – George Gibbs, Michael J. McAlister, Mark Sullivan és John Ellis

### 1980-as évek
- 1989 – Roger nyúl a pácban – George Gibbs, Richard Williams, Ken Ralston és Ed Jones
  - Beetlejuice – Kísértethistória – Peter Kuran, Alan Munro, Robert Short és Ted Era
  - Az utolsó császár – Giannetto De Rossi és Fabrizio Martinelli
  - Robotzsaru – Rob Bottin, Phil Tippett, Peter Kuran és Rocco Gioffre
- 1988 – Az eastwick-i boszorkányok – Michael Lantieri, Michael Owens, Ed Jones és Bruce Walters
  - A légy – Chris Walas, Jon Berg, Louis Craig és Hoyt Yeatman
  - Acéllövedék – John Evans
  - Rémségek kicsiny boltja – Bran Ferren, Martin Gutteridge, Lyle Conway és Richard Conway
- 1987 – A bolygó neve: Halál – Robert Skotak, Brian Johnson, John Richardson és Stan Winston
  - A misszió – Peter Hutchinson
  - Álomgyermek – Duncan Kenworthy, John Stephenson és Chris Carr
  - Fantasztikus labirintus – Roy Field, Brian Froud, George Gibbs és Tony Dunsterville
- 1986 – Brazil – George Gibbs és Richard Conway
  - Vissza a jövőbe – Kevin Pike és Ken Ralston
  - Legenda – Nick Allder és Peter Voysey
  - Kairó bíbor rózsája – R/Greenberg Associates
- 1985 – Indiana Jones és a végzet temploma – Dennis Muren, George Gibbs, Michael J. McAlister és Lorne Peterson
  - Farkasok társasága – Christopher Tucker és Alan Whibley
  - Szellemirtók – Richard Edlund
  - Gyilkos mezők – Fred Cramer
- 1984 – Csillagok háborúja VI: A jedi visszatér –  Richard Edlund, Dennis Muren, Ken Ralston és Kit West
  - A sötét kristály – Roy Field, Brian Smithies és Ian Wingrove
  - Háborús játékok – Michael L. Fink, Joe Digaetano, Jack Cooperman, Don Hansard, Colin Cantwell és William A. Fraker
  - Zelig – Gordon Willis, Joel Hynek, Stuart Robertson és Richard Greenberg
- 1983 – Poltergeist – Richard Edlund
  - Szárnyas fejvadász – Douglas Trumbull, Richard Yuricich és David Dryer
  - E. T., a földönkívüli  – Dennis Muren és Carlo Rambaldi
  - Tron, avagy a számítógép lázadása – Richard Taylor és Harrison Ellenshaw

## Külső hivatkozások
- BAFTA hivatalos oldal